# چهار مرتبه
چهار مرتبه (انگلیسی: "The Four Times") یک فیلم در ژانر درام است که در سال ۲۰۱۰ منتشر شد.